# Gezahegne Abera
Gezahegne Abera (23 de abril de 1978 en Etya, Arsi, Etiopía) es un atleta etíope de larga distancia que fue campeón de la prueba de maratón en los Juegos de Sídney 2000.
Participó en su primera maratón en 1999 en Los Ángeles, finalizando en 4ª posición por detrás de tres kenianos. Gracias a esta actuación consiguió plaza en el equipo de Etiopía para competir en los Mundiales de Sevilla ese mismo año, donde acabó en 11.ª posición.
Más tarde en ese mismo año, Abera consiguió su primera victoria, en la prestigiosa Maratón de Fukuoka, con una buena marca de 2h07:54 Ganaría esta prueba en dos ediciones más, en 2001 y 2002.
A principios de 2000 consiguió la 2ª plaza en la Maratón de Boston tras el keniano Elija Lagat. Ese año conseguiría su éxito más importante en los Juegos Olímpicos de Sídney. 
La prueba estuvo dominada por los corredores africanos, y mediada la prueba quedaron en cabeza un grupo de tres corredores, con dos etíopes (Abera y Tesfaye Tola) y un keniano Eric Wainaina
En el km. 37 el keniano Wainaina lanzó un duro ataque y consiguió unos metros de ventaja, pero dos kilómetros después fue sobrepasado por Abera, que llegó primero al Estadio Olímpico y ganó la medalla de oro con tiempo de 2h10:11 La plata fue para Wainaina y el bronce para Tola.
A sus 22 años era el campeón olímpico de maratón más joven de la historia, y el tercer etíope que lo conseguía, tras Abebe Bikila (en 1960 y 1964) y Mamo Wolde (en 1968).
En 2001 continuo con su buena racha, ya que ganó el título de campeón del mundo en Edmonton, en un final muy reñido y derrotando por un solo segundo de ventaja al keniano Simon Biwott. Se convertía así en el primer atleta en ganar los títulos olímpico y mundial de maratón.
En 2003 consiguió una gran victoria en la Maratón de Londres, por delante del italiano Stefano Baldini y del keniano Joseph Ngolepus. En el mes de agosto participó en los Mundiales de París, pero no pudo acabar la prueba.
Una lesión le impidió defender su título olímpico en los Juegos de Atenas 2004 En septiembre de ese año fue operado en Finlandia del tendón de Aquiles.
Está casado con la corredora etíope de maratón Elfenesh Alemu.